# Дело братьев Кожепаровых
Дело братьев Кожепаровых — громкое уголовное дело по обвинению братьев Михаила и Владимира Кожепаровых в двух изнасилованиях малолетних и убийстве несовершеннолетней, сопряжëнном с изнасилованием, соответственно, совершëнных в Уфе летом 1997 года.

## Преступления Михаила Кожепарова и его арест
2 июня 1997 года в столице Республики Башкортостан Уфе произошло нападение на 5-летнего Вадима Каталевича. Преступление произошло в 20:20 в подъезде дома № 100/2 по Комсомольской улице. Пострадавший вышел погулять, но не успел даже выйти на улицу, как был остановлен неизвестным мужчиной. Тот набросил ему на шею шнурок, слегка придушив, проколол ребёнку глаза иглой и, бросив на лестничной площадке, убежал.
Прибывшим врачам «Скорой помощи» удалось привести мальчика в чувство, но тот практически ничего не помнил. Первоначальная версия врачей была такова, что с ребёнком произошёл несчастный случай, однако в больнице была обнаружена странгуляционная борозда на шее. Тщательное исследование глазных яблок показало, что они были проколоты каждое по 5-6 раз.
Нападение на Комсомольской улице вызвало шок у всего населения Уфы. Сотрудники правоохранительных органов возбудили уголовное дело и нашли свидетелей — двух девочек, живших в том же доме, видевших неизвестного мужчину у подъезда в день нападения. На третий день после нападения память частично вернулась к изнасилованному мальчику, и тот сумел описать напавшего на него. Эти два описания совпали между собой. В розыск был объявлен мужчина 32-37 лет, ростом до 170 сантиметров, среднего телосложения, имеющий рыжеватые волосы средней длины. Тем не менее, на первых порах результатов это не принесло. Отработка лиц с психическими отклонениями и ранее судимых за схожие преступления также результатов не дала. Уфимцы подробно информировались о преступлении и вели себя весьма бдительно — в течение последующих после нападения десяти дней в милицию были сделаны десятки сообщений о подозрительных личностях, однако ни одно из них не подтвердилось.
Несмотря на активность розыска, новое нападение произошло уже 13 июня 1997 года. Около 14:00 по приметам тот же мужчина напал на 10-летнюю девочку Альбину Давлетбаеву, ехавшую с ним в лифте дома № 5/7 по улице Авроры. Маньяк остановил лифт между седьмым и восьмым этажами, затем придушил жертву и попытался изнасиловать её. Планам маньяка помешала женщина, вышедшая на лестничную площадку. Он выколол Альбине глаза и убежал. Свидетели показали, что возможный насильник сидел на скамейке во дворе, и его приметы в точности совпали с приметами мужчины с нападения на мальчика. Фоторобот маньяка был распространён во всех людных местах города.
15 июня 1997 года маньяк был опознан его знакомым. Насильником и слепителем оказался Михаил Александрович Кожепаров, 1959 года рождения, уроженец Кустанайской области Казахской ССР, разведённый, ранее не судимый, имевший высшее педагогическое образование, не работавший. Вплоть до 1995 года он проживал в общежитии в Уфе, неподалёку от места первого нападения, и был опознан своим бывшим соседом, видевшим насильника в тот день. Как выяснилось, после отъезда из Уфы Михаил Кожепаров проживал в городе Аша Челябинской области. Именно там маньяк и был задержан в тот же день. У всех жителей Аши известие о том, что Михаил Кожепаров оказался насильником-педофилом и слепителем, вызвало шок.
Генетическая экспертиза подтвердила совпадение группы спермы насильника с группой спермы Михаила Кожепарова. Тот поначалу отказывался давать показания, заявляя о своей невиновности, уверяя, что любит детей, и поэтому выбрал профессию учителя. По воспоминаниям психиатров, исследовавших его, был «человеком зашторенным, неохотно идущим на контакт, серой, незаметной в толпе личностью». Михаила Кожепарова признали здоровым и психически вменяемым. Вскоре маньяк дал показания по обоим нападениям и показал на следственных экспериментах, как они были им совершены.

## Убийство девочки Владимиром Кожепаровым
5 августа 1997 года приблизительно в 16:20 — 16:45 в Уфе в подъезде дома № 25/1 по той же улице, где было совершено второе нападение Михаилом Кожепаровым — улице Авроры, произошло нападение на 14-летнюю Екатерину Дидух. Маньяк задушил её, проколол иглой глаза и изнасиловал. На сей раз почерк несколько отличался от почерка Михаила Кожепарова — девочка была задушена, и лишь после этого у неё были проколоты глаза. Если Михаил Кожепаров наносил удары иглой в открытые глаза детей, то второй насильник — через закрытые веки, причём более 30 раз в оба глаза.
В городе вновь началась паника. Многие думали, что настоящий маньяк, слепивший детей, остался на свободе, а Михаил Кожепаров был невиновен. Тем не менее, тот от своих показаний не отказался. Тогда подозрение пало на тех, кто хорошо знал о всех деталях нападений Кожепарова, то есть, людей, знакомых с материалами уголовного дела, и в первую очередь на его младшего брата Владимира Александровича Кожепарова, 1963 года рождения, уроженца Башкирской АССР, работавшего обрубщиком сучьев в Аше. Владимир Кожепаров был арестован. Под ногтями убитой девочки были найдены кровь, фрагменты кожи и текстильных волокон от футболки, после чего второй задержанный начал давать показания. Ответ на вопрос о мотивах преступления шокировал весь город — Владимир Кожепаров хотел представить невиновным своего брата Михаила, создав видимость того, что настоящий маньяк всё ещё на свободе.

## Суды и дальнейшая судьба
Дело братьев Кожепаровых получило скандальную известность тем, что о нём рассказывалось в столь известных передачах, как «Суд идёт», «Криминальная Россия» и программе Владимира Познера «Времена». В этих передачах оба брата заявляют, что они не маньяки, и показания были выбиты из них силой. Мнения знакомых Кожепаровых об их виновности также разделились.
Владимир Кожепаров был осуждён первым — в декабре 1997 года. Коллегия по уголовным делам Верховного Суда Республики Башкортостан приговорила его к 25 годам лишения свободы. В марте 1998 года точно такой же приговор был объявлен и Михаилу Кожепарову. В июне 1998 года Верховный Суд России изменил приговор Михаилу Кожепарову на 16 лет 10 месяцев лишения свободы. Срок его заключения истёк в апреле 2014 года.
Михаил Кожепаров умер в 2020 году от алкоголизма. Владимир Кожепаров освободился в 2022 году. Оба брата и после освобождения продолжали настаивать на своей невиновности.